# Кицын, Максим Алексеевич
Максим Алексеевич Кицын (род. 24 декабря 1991, Новокузнецк, Кемеровская область) — российский хоккеист, левый нападающий клуба «Молот», выступающего в ВХЛ.

## Биография
Отец Алексей и старший брат Кирилл также хоккеисты.

### Клубная карьера
Начал профессиональную карьеру в 2008 году в составе новокузнецкого «Металлурга». 30 октября 2010 года в возрасте 18 лет и 10 месяцев оформил самый «юный» хет-трик в истории КХЛ в ворота «Атланта» («Металлург» Нк выиграл 3:0). Никому, кроме Кицына, долгое время, не удавалось оформить хет-трики в КХЛ до достижения 19 лет. 21 января 2021 года форвард череповецкой «Северстали» Никита Гуслистов, побил рекорд Кицына. В 2010 году на драфте НХЛ Максим был выбран в 6 раунде под общим 158 номером клубом «Лос Анджелес Кингз». В сезоне 2010/11 Кицын набрал 7 (3+4) очков в 18 проведённых матчах. 6 января 2011 года подписал контракт с клубом хоккейной лиги Онтарио «Миссиссога Сент-Майклс Мейджорс». За остаток сезона провёл 52 матча, в которых набрал 45 (19+26) очков, став финалистом плей-офф OHL. В розыгрыше Мемориального кубка «Миссиссога» лишь в финале уступила клубу «Сент-Джон Си Догз», а сам Кицын набрал 2 (1+1) очка. Перед началом сезона 2011/12 вернулся в Новокузнецк. После окончания контракта новичка в Северной Америке Кицын вернулся в Россию, подписав двусторонний контракт на один год.

### В сборной
В составе сборной России принимал участие в юниорском чемпионате мира 2009, на котором вместе с командой стал обладателем серебряных медалей, и молодёжных чемпионатах мира 2010 и 2011, последний из которых принёс ему звание чемпиона мира. На том турнире Кицын провёл 7 игр, в которых набрал 9 (5+4) очков.

## Статистика
| Легенда | Легенда                    | Легенда | Легенда                   | Легенда | Легенда    |
| ------- | -------------------------- | ------- | ------------------------- | ------- | ---------- |
| И       | Количество проведённых игр | Штр     | Штрафное время            | +/−     | Плюс-минус |
| Г       | Голы                       | П       | Голевые передачи          | О       | Очки       |
| -       | Статистика неизвестна      | —       | Статистика не учитывалась |         |            |

### Клубная
- a В «Плей-офф» учитывается статистика игрока в Кубке Надежды.

## Достижения
| Год           | Команда           | Достижение                                   | Достижение |
| ------------- | ----------------- | -------------------------------------------- | ---------- |
| Клубные       |                   |                                              |            |
| 2010          | Кузнецкие Медведи | Серебряный призёр МХЛ                        |            |
| 2019          | Сарыарка          | Обладатель Кубка Петрова                     |            |
| Международные |                   |                                              |            |
| 2008          | Россия (юниор.)   | Серебряный призёр Мемориала Ивана Глинки     |            |
| 2009          | Россия (юниор.)   | Серебряный призёр юниорского чемпионата мира |            |
| 2011          | Россия (мол.)     | Победитель молодёжного чемпионата мира       |            |

| Год  | Команда               | Достижение           | Достижение |
| ---- | --------------------- | -------------------- | ---------- |
| 2020 | Металлург Новокузнецк | Лучший снайпер ВХЛ   |            |
| 2020 | Металлург Новокузнецк | Лучший бомбардир ВХЛ |            |